# Seria rzutów karnych

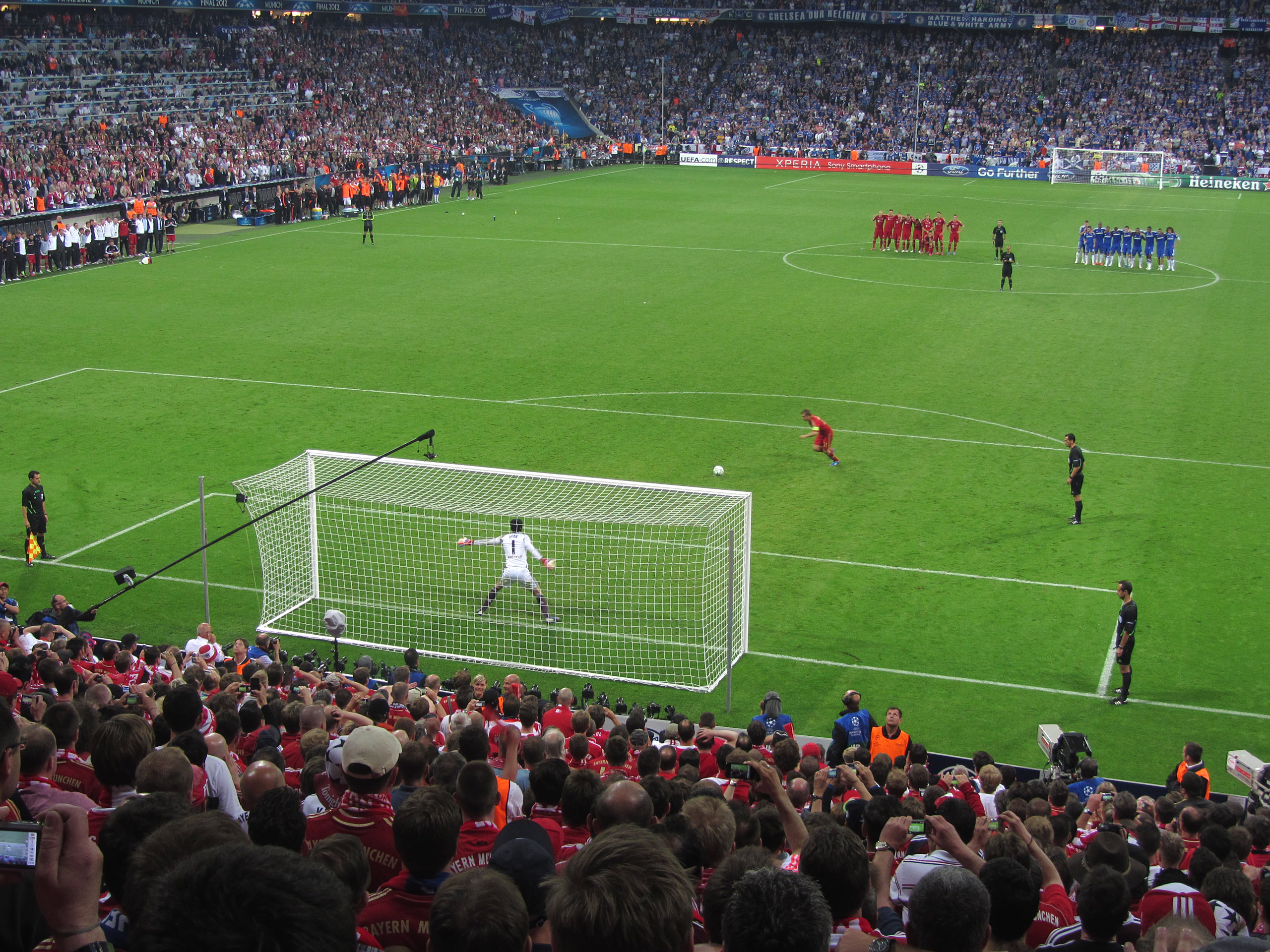
Seria rzutów karnych w finale Ligi Mistrzów 19 maja 2012.

Seria rzutów karnych, konkurs rzutów karnych (ang. penalty shootout) – sposób na wyłonienie zwycięzcy meczu piłkarskiego w sytuacji, gdy regulamin rozgrywek nie przewiduje remisu, a po regulaminowym czasie gry i ewentualnie dogrywce (jeżeli jej przeprowadzenie przewiduje regulamin rozgrywek) wynik jest wciąż remisowy.
Metoda ta została zaakceptowana przez IFAB w 1970 r. z rekomendacją, aby zastąpiła ona losowanie zwycięzcy.
Trafienia w serii rzutów karnych nie są wliczane do dorobku strzeleckiego zawodników, a wynik karnych zazwyczaj podawany jest oddzielnie od wyniku regularnego meczu.
W konkursie rzutów karnych decydujące znaczenie mają nie umiejętności piłkarskie, lecz nerwy, dlatego wykonawcami najczęściej są doświadczeni zawodnicy. Bramkarze próbują rozpraszać uwagę strzelców, tak jak np. Jerzy Dudek w finale Ligi Mistrzów 2004/05.

## Okoliczności
Do rzutów karnych dochodzi, gdy
- po regulaminowym czasie wynik meczu jest remisowy, a przepisy nie przewidują remisu ani też dogrywki;
- w dwumeczu jest remis, a przepisy nie przewidują remisu ani też dogrywki;
- po dogrywce wciąż jest remis;
- w grupie eliminacji do jakiegoś turnieju po ostatnim meczu pada wynik remisowy, a obie drużyny grające w tym meczu miały przed nim tyle samo punktów w tabeli i taki sam bilans bramkowy, i nawet dogrywka w tym meczu nie przynosi rozstrzygnięcia.

Do serii rzutów karnych nie dochodzi
- w meczach, które mogą zakończyć się remisem, np. w meczach ligowych.

## Dawne sposoby wyłaniania zwycięzcy spotkania
- losowanie np. przez rzut monetą[2];
- powtórzenie meczu; jeśli był to mecz finałowy, rzut monetą był niedopuszczalny – mecz powtarzano[potrzebny przypis].

## Sposób wykonywania serii rzutów karnych
Zawodnicy uderzają na bramkę przeciwnika z 11 metrów. W konkursie rzutów karnych mogą wziąć udział tylko ci piłkarze obu drużyn, którzy w ostatniej minucie regulaminowego czasu gry przebywali na boisku. Oznacza to, że do piłki nie może podejść zawodnik, który nie wziął czynnego udziału w meczu, spędzając go na ławce rezerwowych lub zawodnik, który opuścił boisko w ramach zmiany dokonanej przez trenera. Dodatkowo obie drużyny muszą wystawić do karnych taką samą liczbę zawodników. Np. w finale Mistrzostw Świata 2006 czerwoną kartką ukarano Zinedine'a Zidane'a. Włosi nie mogli wówczas wystawić do karnych 11 piłkarzy, bowiem do szatni odesłany został Gennaro Gattuso. Planowo uderza 5 graczy na zmianę z obu drużyn (jednak rozstrzygnięcie może nastąpić wcześniej, np. po trzech kolejkach wynikiem 3:0). Jeśli po 5. kolejce nie ma rozstrzygnięcia, rzuty karne wykonują następni zawodnicy, aż piłkarz jednej z drużyn nie trafi, a ten z drugiej trafi. Jeśli wszyscy piłkarze, łącznie z bramkarzami podchodzili do karnych, a nadal nie ma rozstrzygnięcia, to wszyscy strzelają od początku – od zawodników, którzy zaczęli strzelanie.
Zanim zawodnik wykona rzut karny, wcześniej sędzia musi dać sygnał. W przypadku, gdy zawodnik kopnie piłkę przed gwizdkiem, wówczas sędzia zarządza powtórkę. Kiedy piłkarz zacznie rozbieg, może się zatrzymać, lecz nie może zamarkować strzału. W przypadku, kiedy piłkarz zatrzyma się przed piłką, markując uderzenie, sędzia zarządza powtórzenie rzutu karnego.
Jeżeli piłka po uderzeniu w serii rzutów karnych wróci na boisko, gdyż wybije ją bramkarz, zawodnik nie może dobić jej do bramki, a jeżeli tak uczyni, nie przyniesie to zmiany rezultatu (inaczej niż po rzucie karnym podyktowanym podczas gry, kiedy strzelec może dobijać piłkę odbitą przez bramkarza). Trafienie zostaje natomiast uznane, jeśli piłka odbije się od ciała bramkarza i wpadnie do bramki oraz gdy piłka odbije się od słupka/poprzeczki, po czym wpadnie do bramki. Niegdyś obowiązywał przepis mówiący, że bramkarz do momentu strzału musi stać na linii bramkowej. W przeciwnym wypadku karny był powtarzany. Przepis ten okazał się jednak „martwy”, ponieważ bramkarze i tak wychodzili przedwcześnie z linii, a sędziowie nie reagowali. Przykładem takiej sytuacji był rzut karny Jakuba Błaszczykowskiego w meczu z Portugalią podczas Mistrzostw Europy 2016 – to właśnie on wykluczył Polskę z dalszego turnieju. Przepis został zmodyfikowany i obecnie bramkarz może opuścić linię bramkową jedną nogą.